# Euforión de Calcis

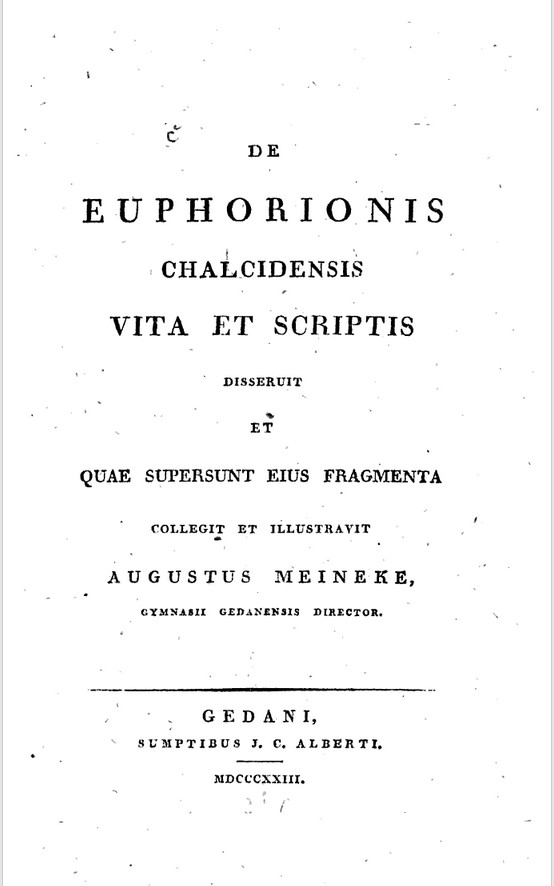
Portada de la biografía del antiguo poeta griego Euforión de Calcis, escrita por August Meineke en latín con el título De Euphorionis Chalcidensis vita et scriptis (La vida y obra de Euforión de Calcis), 1823.

Euforión de Calcis (Calcis de Eubea 275 a. C.-Antioquía Siria 200 a. C.) fue un poeta griego del período helenístico. Vivió en Antioquía, donde fue bibliotecario de Antíoco el Grande. De su obra, casi toda perdida, quedan escasos fragmentos y una lista de títulos. 
La significación principal de Euforión en la historia de la literatura griega corresponde a su actividad como poeta. Escribió epigramas y poemas narrativos, pero también obras en prosa: tratados históricos, monografías. Fue también filólogo y crítico literario.
Euforión de Calcis fue director de la Biblioteca de Antioquía y autor de obras en las que refleja gran erudición, principalmente histórica. Logró celebridad por haber escrito breves poemas épicos del género llamado epilio, y breves poemas de temática mitológica entre los que se destacan los titulados: Hesíodo, Mopsopia, y Kiliades. Estas pequeñas obras tienen como principal modelo a los poemas homéricos en cuanto al uso del hexámetro y las referencias míticas. En cambio por lo que atañe a la técnica poética, la de Euforión se corresponde especialmente con la llamada calimaquea por su concisión y el recurrir a mitos poco conocidos, todo esto con la intención de sorprender al lector, de maravillarle.
En efecto, Euforión de Calcis fue un poeta docto y un personaje de proverbial oscuridad: en su estilo se encuentran numerosos neologismos, palabras insólitas cuando no directamente extrañas. Con esto trasunta su vasta cultura y el gusto típicamente helenístico por lo singular.
De sus obras quedan dos escuetos epigramas y unos trescientos versos diseminados y fragmentarios.

## Obras en prosa

### Historia
Desde la perspectiva de la historiografía interesan sobre todo los títulos Sobre los Alévadas, Sobre los Juegos Ístmicos e Historikà hypomnēmata (Memorias históricas). No se sabe si el Euforión que figura como autor de un Léxico hipocrático en seis libros fue este mismo Euforión u otro, problema este de la coincidencia de nombres que se encuentra en muchas ocasiones al estudiar la literatura griega antigua y dificulta la atribución de autoría a numerosos textos.

## Influencia
Fue admirado por el poeta latino Catulo e imitado por otros neóteroi, pero no por Cicerón, que deploraba a los que le preferían a Ennio, y definía desdeñosamente como cantores Euphorionis a sus imitadores.

## Estudios sobre Euforión
El literato español Luis Alberto de Cuenca obtuvo en 1976 su doctorado en Filología Clásica al realizar una tesis dedicada a Euforión de Calcis.